# Park & Bellheimer
Das Unternehmen Park & Bellheimer AG mit Sitz in Pirmasens ist eine regionale Brauerei mit Betrieben in Pirmasens und Bellheim. 2020 wurden insgesamt rund 248.000 hl Getränke (Bier und alkoholfreie Erfrischungsgetränke) produziert.

## Geschichte

Historisches Logo von Bellheimer

Die heutige Park & Bellheimer AG entstand 1995 durch den Zusammenschluss zweier regionaler Brauereien, der Parkbrauerei mit Sitz in Pirmasens und der Bellheimer Privatbrauerei K. Silbernagel AG mit Sitz in Bellheim, sowie der Bellaris Mineralbrunnen GmbH, einer Tochtergesellschaft der Bellheimer Brauerei, die Mineralwasser und alkoholfreie Erfrischungsgetränke produziert. 
1865 gründete Johann Karl Silbernagel in Bellheim eine Brauerei, die ab 1923 als Bellheimer Brauerei K. Silbernagel AG firmiert.
Die frühere Parkbrauerei ging aus einer 1888 unter der Firmierung Parkbrauerei Zweibrücken als eine der ersten Aktiengesellschaften Deutschlands in Zweibrücken gegründeten Brauerei hervor. Noch im selben Jahr schloss sich das Unternehmen mit der Pirmasenser Brauerei Zum Park zur Parkbrauereien Zweibrücken-Pirmasens AG zusammen. Nach der Übernahme weiterer Brauereien in den beiden Städten 1897 und 1912 firmierte das Unternehmen als Park- und Bürgerbräu AG. Der Hauptsitz des nunmehr größten Brauereiunternehmens der Pfalz wurde nach Pirmasens verlagert. Das sogenannte „P-Männchen“ wurde 1938 als Logo eingeführt. 1972 übernahm Park die Brauerei Pfisterer in Mannheim-Seckenheim, 1992 die Weizenbierbrauerei Rheingönheim. 
1995 schlossen sich die beiden Brauereien zusammen. Das Unternehmen firmiert seitdem unter seinem heutigen Namen Park & Bellheimer AG. Nach einer Firmenkrise übernahm 2004 die Mannheimer Actris AG unter Führung des ehemaligen SAP-Gründers Dietmar Hopp die Aktienmehrheit an Park & Bellheimer. 2010 wurde das Unternehmen (wie auch die weiteren Actris-Töchter, die Mannheimer Eichbaum-Brauereien und die Odenwald-Quelle) im Rahmen von Management-Buy-outs an ehemalige Actris-Manager abgegeben. Hauptaktionäre von Park & Bellheimer sind heute der Alleinvorstand der Brauerei, Roald Pauli (75,00 % + 1 Aktie) sowie seine Ehefrau Sabine Pauli mit 6,29 %. Der Rest der Aktien befindet sich in Streubesitz.
Von 2009 bis 2015 ist die Bellheimer Brauerei mehrfach mit dem Bundesehrenpreis ausgezeichnet worden.

## Produkte

Markenlogos des Unternehmens
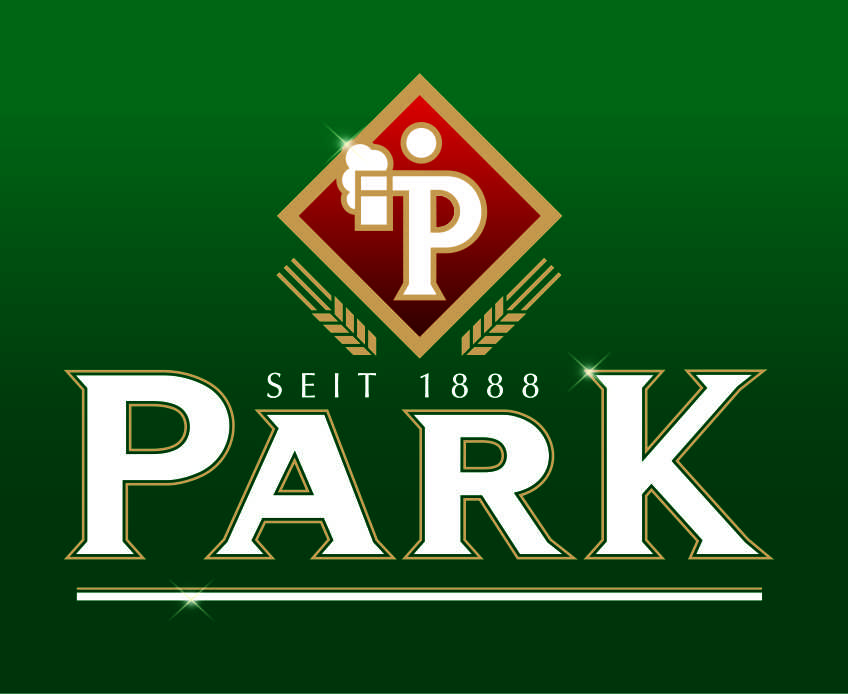
Park
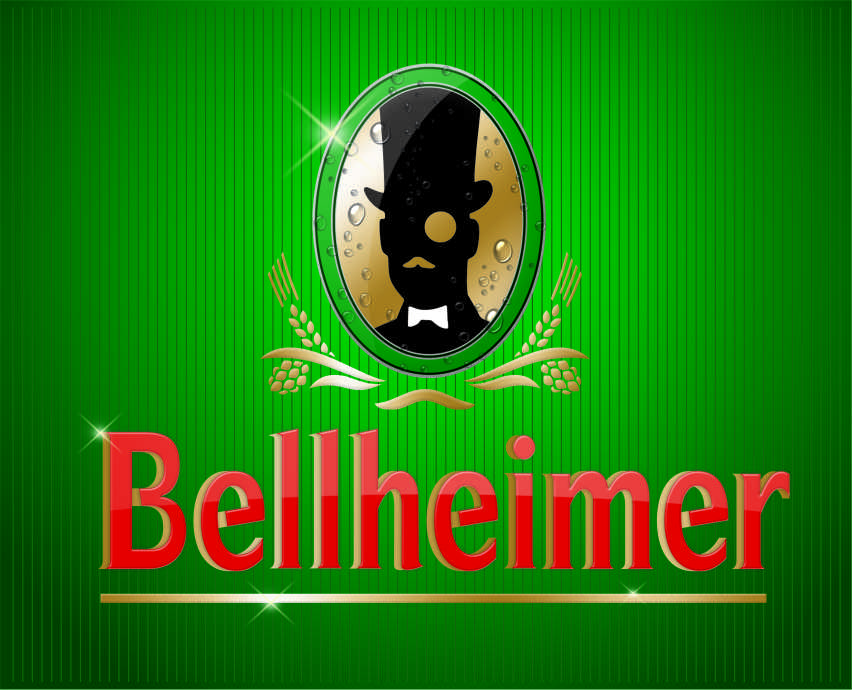
Bellheimer
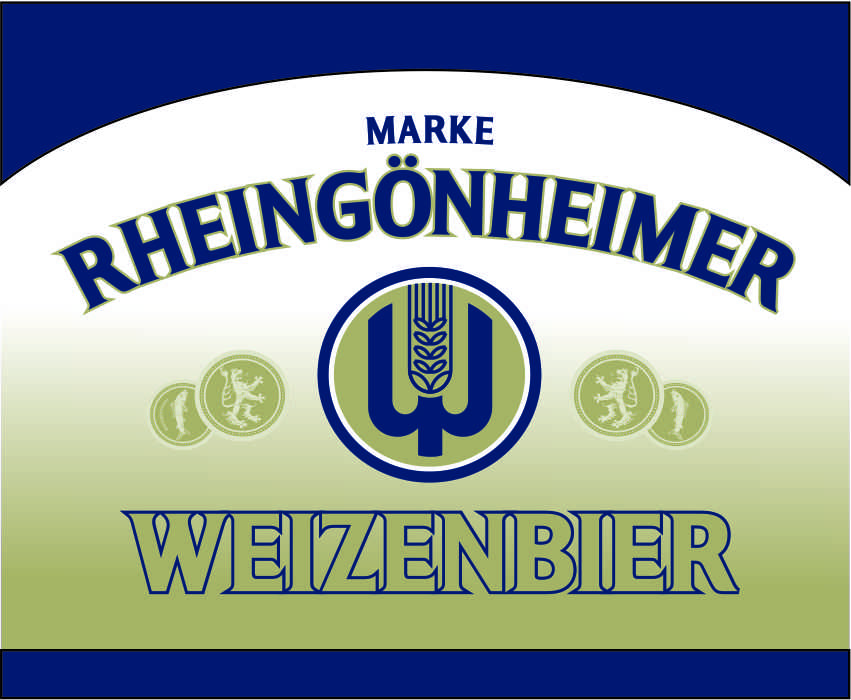
Rheingönheimer Weizen
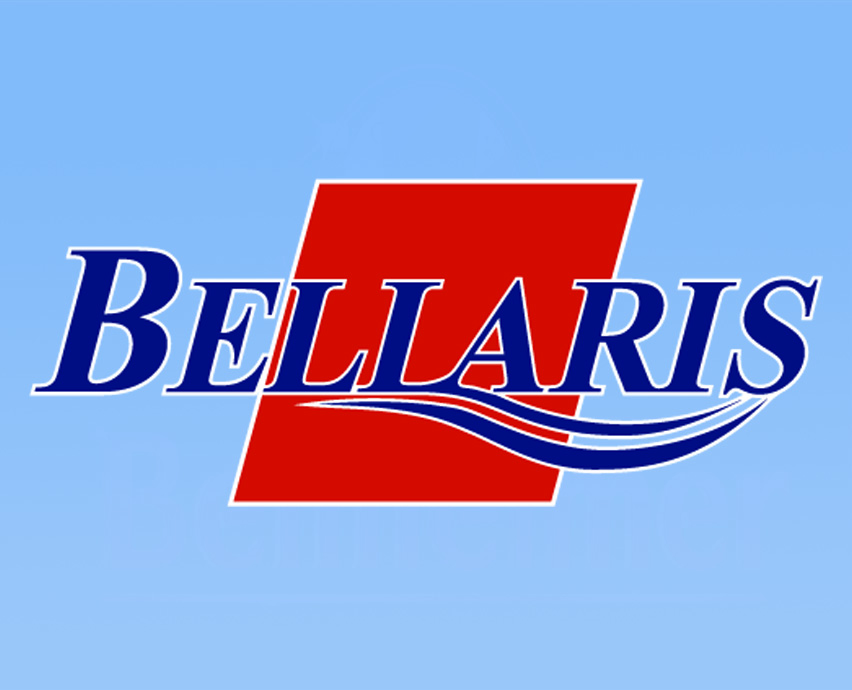
Bellaris

Zum Produktangebot der Park & Bellheimer AG gehören 19 Sorten von dunklen und hellen, ober- und untergärigen Bieren und Biermischgetränken, die unter den Marken Park, Bellheimer, Rheingönheimer und Valentins vertrieben werden, sowie über das Tochterunternehmen Bellheimer Mineralquellen diverse alkoholfreie Getränke: Mineralwasser, Fruchtsaftgetränke, Säfte, Softdrinks mit und ohne Kohlensäure, die unter der Marke Bellaris vertrieben werden.